# Geissois pruinosa
Geissois pruinosa är en tvåhjärtbladig växtart som beskrevs av Brongn. & Gris. Geissois pruinosa ingår i släktet Geissois och familjen Cunoniaceae. Utöver nominatformen finns också underarten G. p. intermedia.